# Apopka
Apopka és una població dels Estats Units a l'estat de Florida. Segons el cens del 2000 tenia 26.642 habitants.

## Demografia
Segons el cens del 2000, Apopka tenia 26.642 habitants, 9.562 habitatges, i 7.171 famílies. La densitat de població era de 427,9 habitants per km².
Dels 9.562 habitatges en un 38,2% hi vivien nens de menys de 18 anys, en un 55,8% hi vivien parelles casades, en un 14,4% dones solteres, i en un 25% no eren unitats familiars. En el 18,6% dels habitatges hi vivien persones soles el 5,8% de les quals corresponia a persones de 65 anys o més que vivien soles. El nombre mitjà de persones vivint en cada habitatge era de 2,76 i el nombre mitjà de persones que vivien en cada família era de 3,13.
Per edats la població es repartia de la següent manera: un 28,2% tenia menys de 18 anys, un 8,6% entre 18 i 24, un 33,6% entre 25 i 44, un 19,5% de 45 a 60 i un 10,1% 65 anys o més.
L'edat mediana era de 33 anys. Per cada 100 dones de 18 o més anys hi havia 90,1 homes.
La renda mediana per habitatge era de 43.651 $ i la renda mediana per família de 49.380 $. Els homes tenien una renda mediana de 32.177 $ mentre que les dones 26.553 $. La renda per capita de la població era de 19.189 $. Entorn del 7,1% de les famílies i el 9,5% de la població estaven per davall del llindar de pobresa.

## Poblacions més properes
El següent diagrama mostra les poblacions més properes.